# 幾代学
幾代 学（いくよ まなぶ、1964年12月1日 - ）は、スポット所属のテレビの選曲・音響効果である。鳥取県倉吉市出身。血液型はA型。
日本電子専門学校を卒業し、1987年4月スポットに入社。
天才・たけしの元気が出るテレビ!!等での洋楽ロック・ポップスを中心とした選曲は現在のバラエティー番組の主流となり、後にさまざまな亜流をも生み出した。
テリー伊藤が携わった番組や、バラエティ色の強い番組を担当する事が多い。
結婚しており、息子を１人持っている。

## 担当番組

### 現在
- シューイチ（日本テレビ）
- NMB48 げいにん!!!3（日本テレビ）
- キングコングのあるコトないコト（メ〜テレ）

### 過去
日本テレビ
- 天才・たけしの元気が出るテレビ!!
- ビートたけしのお笑いウルトラクイズ
- 快傑!コウジ園
- ロンブー龍
- ビートたけしの今まで見たことないテレビ
- 潜在異色
- ぜんぶウソ
- なにわなでしこ
- NMB48 げいにん!
- NMB48 げいにん!!2
- マンスリーTV コントな奴ら

TBS
- ねる様の踏み絵
- とんねるずのカバチ
- 学校へ行こう!
- ガキバラ帝国2000!
- USO!?ジャパン
- 恋のバカヤロー!
- 爆笑問題のバク天!
- 学校へ行こう!MAX
- 私の何がイケないの?

テレビ朝日
- それゆけ!ダイダマン
- 芸能界かがく部

テレビ東京
- 浅草橋ヤング洋品店
- 爆笑問題の大変よくできました!

その他
- 追跡!あのニュースの続き（関西テレビ）